# Hidrostática

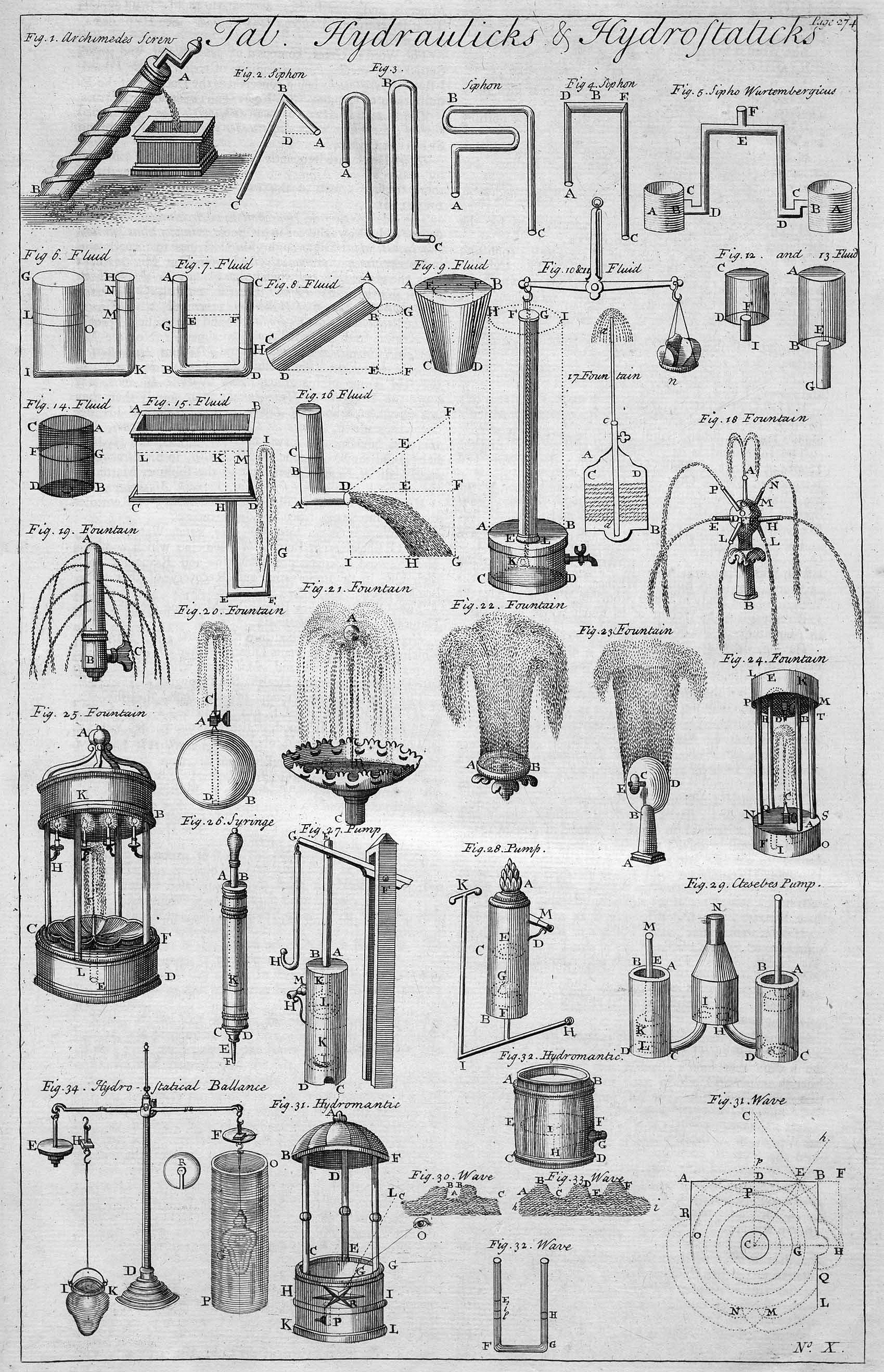
Tabla de Hidráulica e Hidrostática, del 1728 en Cyclopaedia, Volumen 1.

La hidrostática es la rama de la hidráulica que estudia los fenómenos asociados a los fluidos líquidos que se encuentran en estado de reposo.
Abarca el estudio de las condiciones en las que los fluidos están en reposo en equilibrio estable, en contraposición a la dinámica de fluidos, el estudio de los fluidos en movimiento. La hidrostática es una subcategoría de la estática de fluidos, que es el estudio de todos los fluidos, tanto compresibles como incompresibles, en reposo.
La hidrostática es fundamental para la hidráulica, la ingeniería de equipos para almacenar, transportar y utilizar fluidos.  También es relevante para la geofísica y la astrofísica (por ejemplo, para comprender la tectónica de placas y las anomalías del campo gravitatorio de la Tierra), para la meteorología, para la medicina (en el contexto de la presión sanguínea), y muchos otros campos.
La hidrostática ofrece explicaciones físicas para muchos fenómenos de la vida cotidiana, como por qué la presión atmosférica cambia con la altitud, por qué la madera y el aceite flotan en el agua y por qué la superficie del agua en reposo está siempre nivelada y horizontal sea cual sea la forma de su recipiente.

## Historia
Algunos principios de la hidrostática han sido conocidos en un sentido empírico e intuitivo desde la antigüedad, por los constructores de barcos, cisternas, acueductos y fuentes.  A Arquímedes se le atribuye el descubrimiento del Principio de Arquímedes, que relaciona la fuerza de flotación de un objeto sumergido en un fluido con el peso del fluido desplazado por el objeto. El ingeniero Romano Vitruvio advirtió a los lectores de que las tuberías de plomo estallaban bajo presión hidrostática.
El concepto de presión y la forma en que es transmitida por los fluidos fue formulado por el francés matemático y filósofo Blaise Pascal en 1647.[cita requerida]

### La hidrostática en la antigua Grecia y Roma

#### Copa de Pitágoras
La "copa justa" o Copa de Pitágoras, que data aproximadamente del siglo VI a. C., es una tecnología hidráulica cuya invención se atribuye al matemático y geómetra griego Pitágoras. Se utilizaba como herramienta de aprendizaje.
La copa consiste en una línea tallada en el interior de la copa, y un pequeño tubo vertical en el centro de la copa que conduce al fondo. La altura de este tubo es la misma que la línea tallada en el interior de la taza. El vaso puede llenarse hasta la línea sin que pase ningún fluido al tubo del centro del vaso. Sin embargo, cuando la cantidad de fluido supera esta línea de llenado, el fluido se desbordará por el tubo del centro de la taza. Debido al arrastre que ejercen las moléculas entre sí, el vaso se vaciará.

#### Fuente de Herón
La fuente de Herón es un dispositivo inventado por Herón de Alejandría que consiste en un chorro de fluido alimentado por un depósito de fluido. La fuente está construida de tal manera que la altura del chorro excede la altura del fluido en el depósito, aparentemente violando los principios de la presión hidrostática. El dispositivo consistía en una abertura y dos recipientes dispuestos uno encima del otro. El recipiente intermedio, que estaba sellado, estaba lleno de fluido, y varias cánulas (un pequeño tubo para transferir fluido entre recipientes) conectaban los distintos recipientes. El aire atrapado en el interior de los recipientes induce un chorro de agua que sale por una boquilla, vaciando toda el agua del depósito intermedio.[cita requerida]

### Contribución de Pascal en hidrostática
Pascal contribuyó al desarrollo tanto de la hidrostática como de la hidrodinámica. La Ley de Pascal es un principio fundamental de la mecánica de fluidos que establece que cualquier presión aplicada a la superficie de un fluido se transmite uniformemente por todo el fluido en todas las direcciones, de tal forma que las variaciones iniciales de presión no se modifican.

## Características de los fluidos
Se denomina fluido a aquel medio continuo formado por alguna sustancia entre cuyas moléculas solamente hay una fuerza de atracción débil. La propiedad definitoria es que los fluidos pueden cambiar de forma sin que aparezcan en su seno fuerzas restitutivas tendentes a recuperar la forma "original" (lo cual constituye la principal diferencia con un sólido deformable, donde sí hay fuerzas restitutivas).
Los estados de la materia líquido, gaseoso y plasma, son fluidos, además de algunos que presentan características de estos, un fenómeno conocido como solifluxión y que lo presentan, entre otros, los glaciares y el magma.
Las características principales que presenta todo fluido son:
- Cohesión. Fuerza que mantiene unidas a las moléculas de una misma sustancia.
- Tensión superficial. Fenómeno que se presenta debido a la atracción entre las moléculas de la superficie de un líquido.
- Adherencia. Fuerza de atracción que se manifiesta entre las moléculas de dos sustancias diferentes en contacto.
- Capilaridad. Se presenta cuando existe contacto entre un líquido y una pared sólida, debido al fenómeno de adherencia. En caso de ser la pared un recipiente o tubo muy delgado (denominados "capilares") este fenómeno se puede apreciar con mucha claridad.

## Presión de un fluido en equilibrio
Debido a la naturaleza fundamental de los fluidos, un fluido no puede permanecer en reposo en presencia de un esfuerzo cortante. Sin embargo, los fluidos pueden ejercer presión normal a cualquier superficie de contacto.  Si se considera un punto del fluido como un cubo infinitesimalmente pequeño, se deduce de los principios del equilibrio que la presión en cada lado de esta unidad de fluido debe ser igual.  Si no fuera así, el fluido se movería en la dirección de la fuerza resultante.  Así, la presión sobre un fluido en reposo es isótropa; es decir, actúa con igual magnitud en todas las direcciones.  Esta característica permite a los fluidos transmitir la fuerza a través de la longitud de tuberías o tubos; es decir, una fuerza aplicada a un fluido en una tubería se transmite, a través del fluido, al otro extremo de la tubería. Este principio fue formulado por primera vez, de forma ligeramente ampliada, por Blaise Pascal, y actualmente se denomina ley de Pascal.[cita requerida]
En términos de Mecánica clásica, la presión de un fluido incompresible en estado de equilibrio se puede expresar mediante la siguiente fórmula:
{\displaystyle \delta P=\rho gh}
donde P es la presión, ρ es la densidad del fluido, g es la aceleración de la 
gravedad y h es la altura.

### Presión hidrostática
En un fluido en reposo, todas las tensiones de rozamiento e inercia desaparecen y el estado de tensiones del sistema se denomina hidrostático. Cuando esta condición de V = 0 se aplica a las ecuaciones de Navier-Stokes, el gradiente de presión se convierte en una función de las fuerzas del cuerpo solamente. Para un fluido barotrópico en un campo de fuerzas conservativo como un campo de fuerzas gravitatorio, la presión ejercida por un fluido en equilibrio se convierte en una función de la fuerza ejercida por la gravedad.[cita requerida]
La presión hidrostática puede determinarse a partir de un análisis de volumen de control de un cubo infinitesimalmente pequeño de fluido. Dado que la presión se define como la fuerza ejercida sobre un área de prueba (p' = FA, con p: presión, F: fuerza normal al área A, A: área), y la única fuerza que actúa sobre cualquier cubo de fluido tan pequeño es el peso de la columna de fluido que hay sobre él, la presión hidrostática puede calcularse según la siguiente fórmula:
{\displaystyle p(z)-p(z_{0})={\frac {1}{A}}\int _{z_{0}}^{z}dz'\iint _{A}dx'dy'\,\rho (z')g(z')=\int _{z_{0}}^{z}dz'\,\rho (z')g(z'),}
donde
- p es la presión hidrostática (Pa),
- ρ es la densidad del fluido (kg/m3),
- g es la aceleración gravitacional (m/s2),
- A es el área de prueba (m2),
- z es la altura (paralela a la dirección de la gravedad) del área de prueba (m),
- z0 es la altura del punto de referencia cero de la presión (m).

Para el agua y otros fluidos, esta integral puede simplificarse significativamente para muchas aplicaciones prácticas, basándose en las dos suposiciones siguientes. Dado que muchos líquidos pueden considerarse incompresibles, puede hacerse una buena estimación razonable suponiendo una densidad constante en todo el líquido. La misma suposición no puede hacerse en un medio gaseoso. Además, como la altura h de la columna de líquido entre z y z0 suele ser razonablemente pequeña comparada con el radio de la Tierra, se puede despreciar la variación de g. En estas circunstancias, la integral se simplifica en la fórmula
{\displaystyle p-p_{0}=\rho gh,}
donde h es la altura z - z0 de la columna de líquido entre el volumen de prueba y el punto de referencia cero de la presión. Esta fórmula suele denominarse ley de Stevin's. Nótese que este punto de referencia debe estar en la superficie del líquido o por debajo de ella. De lo contrario, hay que dividir la integral en dos (o más) términos con la constante ρlíquido y ρ(z′)por encima. Por ejemplo, la presión absoluta comparada con el vacío es
{\displaystyle p=\rho gH+p_{\mathrm {atm} },}
donde H es la altura total de la columna de líquido por encima de la zona de prueba hasta la superficie, y patm es la presión atmosférica, es decir, la presión calculada a partir de la integral restante sobre la columna de aire desde la superficie del líquido hasta el infinito. Esto puede visualizarse fácilmente utilizando un prisma de presión.
La presión hidrostática se ha utilizado en la conservación de alimentos en un proceso llamado  pascalización.

### Flotabilidad
Cualquier cuerpo de forma arbitraria que se sumerja, parcial o totalmente, en un fluido experimentará la acción de una fuerza neta en la dirección opuesta al gradiente de presión local. Si este gradiente de presión procede de la gravedad, la fuerza neta se produce en la dirección vertical opuesta a la de la fuerza gravitatoria.  Esta fuerza vertical se denomina fuerza de flotación o boyante y es igual en magnitud, pero opuesta en dirección, al peso del fluido desplazado.  Matemáticamente,
{\displaystyle F=\rho gV}
donde ρ es la densidad del fluido, g es la aceleración debida a la gravedad, y V es el volumen de fluido directamente sobre la superficie curva. En el caso de un barco, por ejemplo, su peso se equilibra con las fuerzas de presión del agua que lo rodea, lo que le permite flotar.  Si se carga más en el barco, se hundiría más en el agua - desplazando más agua y recibiendo así una mayor fuerza de flotación para equilibrar el aumento de peso.[cita requerida]
El descubrimiento del principio de flotabilidad se atribuye a Arquímedes.

### Medicina
En medicina, la presión hidrostática en vasos sanguíneos es la presión de la sangre contra la pared. Es la fuerza opuesta a la presión oncótica.[cita requerida]

### Presión atmosférica
La Mecánica estadística muestra que, para un gas ideal puro de temperatura constante en un campo gravitatorio, T, su presión, p variará con la altura, h, como
{\displaystyle p(h)=p(0)e^{-{\frac {Mgh}{kT}}}}
donde
- g es la aceleración debida a la gravedad.
- T es la temperatura absoluta
- k es la constante de Boltzmann
- M es la masa de una sola molécula de gas
- p es la presión
- h es la altura

Esto se conoce como fórmula barométrica, y puede derivarse de suponer que la presión es hidrostática.
Si hay varios tipos de moléculas en el gas, la presión parcial de cada tipo vendrá dada por esta ecuación. En la mayoría de las condiciones, la distribución de cada especie de gas es independiente de las otras especies.

## Principio de Pascal

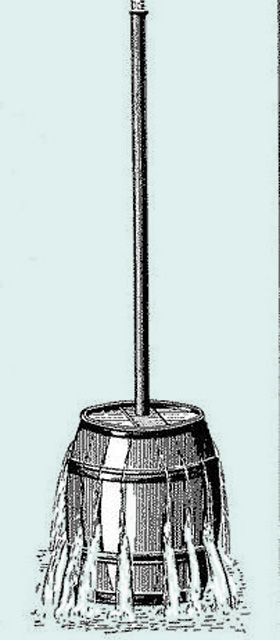
Rotura de un tonel bajo la presión de una columna de agua.

El principio de Pascal es una ley enunciada por el físico y matemático francés Blaise Pascal (1623–1662) que se resume en la frase: «el incremento de la presión aplicada a una superficie de un fluido incompresible (generalmente se trata de un líquido incompresible), contenido en un recipiente indeformable, se transmite con el mismo valor a cada una de las partes del mismo».
Es decir, que si se aplica presión a un líquido no comprimible en un recipiente cerrado, esta se transmite con igual intensidad en todas direcciones y sentidos. Este tipo de fenómeno se puede apreciar, por ejemplo, en la prensa hidráulica o en el gato hidráulico; ambos dispositivos se basan en este principio. La condición de que el recipiente sea indeformable es necesaria para que los cambios en la presión no actúen deformando las paredes del mismo en lugar de transmitirse a todos los puntos del líquido.

## Principio de Arquímedes
El principio de Arquímedes establece que cualquier cuerpo sólido que se encuentre sumergido total o parcialmente en un fluido será empujado en dirección ascendente por una fuerza igual al peso del líquido desplazado por el cuerpo sólido. El objeto no necesariamente ha de estar completamente sumergido en dicho fluido, ya que si el empuje que recibe es mayor que el peso aparente del objeto, este flotará y estará sumergido solo parcialmente.